# Masalia transvaalica
Masalia transvaalica is een vlinder uit de familie uilen (Noctuidae). De wetenschappelijke naam van deze soort is voor het eerst geldig gepubliceerd in 1902 door Distant.
De soort komt voor in tropisch Afrika.